# لويس فولر
لويس فولر (25 أغسطس 1865 في نيوزيلندا - 12 أكتوبر 1927) (بالإنجليزية: Louis Fowler)‏ هو لاعب كريكت نيوزلندي.

## وصلات خارجية
- لويس فولر على موقع إي آس بي آن كريك إنفو (الإنجليزية)